# Marcus Gratidius
Marcus Gratidius († 102 v. Chr.) war ein in der 2. Hälfte des 2. Jahrhunderts v. Chr. lebender römischer Politiker und Redner aus Arpinum. Er war ein Bruder der Großmutter des berühmten Redners Marcus Tullius Cicero.

## Leben
Gratidius war nach der Versicherung Ciceros zum Redner geschaffen, in griechischer Gelehrsamkeit gebildet und insbesondere ein guter Ankläger. Er beantragte 115 v. Chr. ein Gesetz, dass man sich auch in Arpinum nach römischem Muster beim Abstimmen statt des lebendigen Wortes eines Täfelchens bedienen solle (lex tabellaria), versuchte also die geheime Abstimmung einzuführen. Gratidius’ Antrag wurde aber von seinem Schwager Marcus Tullius Cicero, dem Großvater des berühmten Redners, heftig bekämpft. Die Entscheidung über die lex tabellaria wurde dem einen Konsul dieses Jahres, Marcus Aemilius Scaurus, übertragen, der den Gesetzesantrag verworfen zu haben scheint.
Wohl Anfang 102 v. Chr. klagte Gratidius Gaius Flavius Fimbria wegen Erpressungen während dessen Verwaltung einer Provinz an. Er war auch ein Freund des Redners Marcus Antonius, den er 102 v. Chr. als Präfekt in dessen Provinz Cilicia begleitete, wo er im Krieg gegen die Seeräuber umkam.
Sein Sohn gelangte durch Adoption in die ebenfalls aus Arpinum stammende Familie der Marier und erhielt daher den Namen Marcus Marius Gratidianus.